# Nucli supraquiasmàtic
El nucli o nuclis supraquiasmàtics (SCN) és una petita regió del cervell a l'hipotàlem, situada directament per sobre del quiasma òptic. El SCN és el principal marcapassos circadiari dels mamífers, responsable de generar ritmes circadiaris. La recepció de les entrades de llum de les cèl·lules ganglionars de la retina fotosensibles permet que el SCN coordine els rellotges cel·lulars subordinats del cos i s'arrosseguen a l'entorn. Les activitats neuronals i hormonals que genera regulen moltes funcions corporals diferents en un cicle d'aproximadament 24 hores.
La idea que el SCN és el principal marcapassos circadiari dels mamífers va ser proposada per Robert Moore, que va dur a terme experiments amb aminoàcids radioactius per trobar on es produeix la terminació de la projecció retinohipotalàmica en rosegadors. Els primers experiments de lesions en ratolí, conillet d'índies, gats i zarigües van establir com l'eliminació del SCN provoca l'ablació del ritme circadià en mamífers.
A més, el SCN interactua amb moltes altres regions del cervell. Conté diversos tipus de cèl·lules i diversos pèptids diferents (incloent vasopressina i pèptid intestinal vasoactiu) i neurotransmissors.
Les interrupcions o danys al SCN s'han associat amb diferents trastorns de l'estat d'ànim i trastorns del son, cosa que suggereix la importància del SCN en la regulació del temps circadiari.

## Neuroanatomia
El SCN està situat a la part anterior de l'hipotàlem immediatament dorsal, o superior (per tant, supra) al quiasma òptic bilateral a (a banda i banda) del tercer ventricle. Està format per dos nuclis composts per aproximadament 10.000 neurones.
La morfologia del SCN depèn de l'espècie. La distribució de diferents fenotips cel·lulars a través de regions específiques de SCN, com ara la concentració de neurones VP-IR, pot fer que la forma de la SCN canviï.

## Rellotge circadiari
Diferents organismes com ara bacteris, plantes, fongs i animals, mostren ritmes de 24 hores basats genèticament. Tot i que tots aquests rellotges semblen basar-se en un tipus similar de bucle de retroalimentació genètica, es creu que els gens específics implicats han evolucionat de manera independent a cada regne. Molts aspectes del comportament i la fisiologia dels mamífers mostren el ritme circadiari, com ara el son, l'activitat física, l'alerta, els nivells hormonals, la temperatura corporal, la funció immune i l'activitat digestiva. Els primers experiments sobre la funció del SCN van implicar lesions del SCN en hàmsters. Els hàmsters lesions de SCN van perdre els seus ritmes d'activitat diària. A més, quan el SCN d'un hàmster es va trasplantar a un hàmster lesionat amb SCN, el hàmster va adoptar els ritmes del hàmster del qual es va trasplantar el SCN. En conjunt, aquests experiments suggereixen que el SCN és suficient per generar ritmes circadiaris en hàmsters.